# Chaltmaagiin Battulga

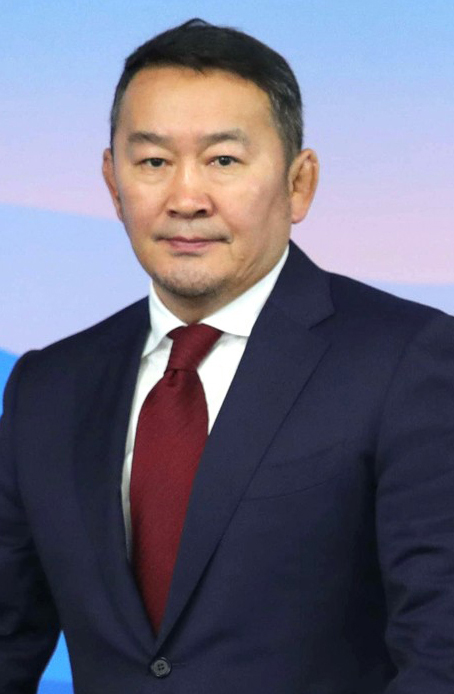
Chaltmaagiin Battulga

Chaltmaagiin Battulga (mongolisch Халтмаагийн Баттулга, ᠬᠠᠯᠲᠠᠮ᠎ᠠ ᠶᠢᠨ ᠪᠠᠲᠤᠲᠤᠯᠭ᠎ᠠ, xɑɮt.maː.ɡiːŋ ˈbɑt.tʊ.ɮɐk, englisch Khaltmaagiin Battulga, * 3. März 1963 in Ulaanbaatar, Mongolei) ist ein mongolischer Politiker. Er war vom 10. Juli 2017 bis zum 25. Juni 2021 Präsident der Mongolei. Davor diente er als Mitglied des Parlaments (Großer Staats-Chural, Ulsyn Ich Chural) von 2004 bis 2016 und als Minister für Straßen, Transport, Konstruktion und Stadtentwicklung von 2008 bis 2012. Er war Kandidat der Demokratischen Partei (Ardtschilsan Nam) in der Präsidentschaftswahl 2017 und errang 50,6 % in der Stichwahl, der ersten Stichwahl überhaupt in der Geschichte der modernen Mongolei.

## Leben

### Jugend
Battulga wurde als zweites Kind seiner Familie in Ulaanbaatar geboren. Die Familie hatte 1966 ein traditionelles ger (ᠭᠡᠷ) im Distrikt Yarmag Ger in Ulaanbaatar zugewiesen bekommen, nachdem sie in der Überschwemmung des Flusses Tuul alles verloren hatte. Battulga wuchs dort auf und besuchte auch die örtliche weiterführende Schule. Nach der 8. Klasse empfahl sein Lehrer, ihn auf eine Schule mit künstlerischem Schwerpunkt zu senden. Dort machte er 1982 seinen Abschluss. In dieser Zeit verkaufte er seine Bilder an Touristen in der Umgebung der Bayangol Hotel Area, wodurch er auch Englisch erlernte.
Sein Vater war Trainer für Mongolisches Ringen (Böch) und trainierte auch seinen Sohn. Battulga war von 1979 bis 1990 Mitglied des Mongolischen Nationalen Ringerteams und gewann die Weltmeisterschaft 1989 in Ulaanbaatar. Durch das Ringen war es ihm möglich, bereits in einer Zeit zu reisen, als Auslandsreisen für Mongolen noch verboten waren. Battulga errang 1995 den Preis Merited Sportsmen of Mongolia und wurde 2006 zum Vorsitzenden der Mongolischen Judo-Föderation. Unter Battulgas Führung errangen mongolische Judokas das erste Mal olympisches Gold (Naidangiin Tüwschinbajar).
1990 gründete Battulga eine Näherei und verkaufte Jeans im Inland und Ungarn. Damit verdiente er $600, genug, um eine Videokamera zu erwerben und ein Export-Import Geschäft mit Elektroartikeln aus Singapur in der Mongolei, in Russland und in Osteuropa aufzubauen.
Battulga war ein großer Fan des Films Der Pate, weshalb er seine erste Firma Genco nannte. Dieser Spitzname begleitet ihn seither.
Genco erwarb 1997 und 1999 während der Privatisierungskampagnen Anteile an Staatsbetrieben wie dem Bayangol-Hotel und der Fleisch-Fabrik Makh-Impex. In den 1990ern gründete die Genco Group das erste Taxiunternehmen in der Mongolei (City Taxi), eine Einzelhandelskette Sapporo, eine Lotterie, Restaurants und Nachtclubs sowie die Mühlen- und Bäckerei-Firma Talkh Chikher LLC.

### Politik
2004 wurde Battulga Parlamentarier für die Provinz Bajanchongor-Aimag. Er wurde 2008 und 2012 wiedergewählt.
Battulga fordert, dass jeder mongolische Bürger von den Bodenschätzen des Landes profitieren sollte, entsprechend dem Artikel 6.1 der Verfassung der Mongolei. Dort ist festgeschrieben, dass die Bodenschätze unter Berücksichtigung der nationalen wirtschaftlichen Sicherheit bewirtschaftet werden sollen und dies mit Hinblick auf die Entwicklung aller Formen von Eigentum und sozialer Entwicklung der Bevölkerung. Weil die Mongolei keinen Anschluss ans Meer hat, betrachtet Battulga den Ausbau eines einheitlichen Eisenbahnsystems als lebenswichtig, um die weltweite Wettbewerbsfähigkeit der nationalen Bergbauindustrie zu erhalten. Darüber hinaus kämpft er für einen Ausbau der verarbeitenden Industrie, um die zyklischen Schwankungen des Rohstoffmarktes auffangen zu können und qualifizierte Jobs anbieten zu können, damit die Kaufkraft vor Ort verstärkt wird. Für Battulga ist die Landwirtschaft einer der wichtigsten Wirtschaftsfaktoren mit mehr als 60 Millionen Nutztieren und es gibt Großabnehmer in den umliegenden Ländern. Auch Kaschmirwolle- und Leder-Produkte lassen sich gut vermarkten.
Aufgrund dieser Überlegungen sponserte Battulga den Ausbau des Eisenbahn-Güterverkehrs in der Mongolei (Railway Policy). Das Parlament hatte am 24. Juni 2010 mit 84 % der Stimmen einem Ausbauprogramm für 5600 km Bahntrassen zugestimmt, wodurch Zugang zu Häfen in China und Russland erschlossen werden kann. Es sollen drei Transport-Korridore zwischen China, Russland und Europa entstehen sowie ein Industriegebiet in Sainschand.
Aufgrund begrenzter Ressourcen der Mongolei fordert Battulga multilaterale internationale Beteiligung in der Entwicklungspolitik und möchte bilaterale Arrangements mit den Nachbarstaaten vermeiden. Daher stellt er sich offensiv gegen eine Ausbeutung der Bodenschätze durch einen kleinen Kreis von Großunternehmern. Schon als Minister für Infrastrukturentwicklung und Industrie ermutigte Battulga internationale Gesellschaften aus unterschiedlichen Bereichen zu einer Beteiligung, unter anderem Bechtel Enterprises, BNP Paribas, Deutsche Bank, Guggenheim, Fluor, McKinsey & Company, Nippon Koei, Pillsbury Winthrop Pittman Shaw LLP, Samsung, Sidley Austin LLP, Taylor Wessing, Air Liquide (Frankreich), Baotou Steel (China), Dandong Port (China), Overseas Infrastructure Alliance (Indien), OAO Russian Railways, Rao UES (Russland), Sembcorp (Singapur), Sinohydro (China) und Steel Authority of India Limited.
Am 3. November 2012 verkündete die Regierung der Mongolei, dass 1800 km Bahntrassen gebaut werden sollen (Phase 1 & 2 der Railway Policy), woraufhin verschiedene Anteilseigner wie zum Beispiel die Hongkonger Mongolian Mining Corporation positiv reagierten.
Battulga war federführend für den Abschluss des Memorandum of Cooperation between Governments of Mongolia and Japan während des Staatsbesuchs von Premierminister Shinzo Abe am 22. Oktober 2015. Darin drückt Japan sein Interesse an Investitionen bei der Konstruktion der Eisenbahntrasse von Tawan Tolgoi nach Sainschand aus, die die Strecke mit dem Trans-Mongolian Railway Network verbindet und Zugang zu Häfen ermöglicht. Weitere Pläne für chinesische, russische und japanische Investoren im Austausch gegen Koks aus der Mongolei wurden erarbeitet. Investitionsvereinbarungen wurden mit der japanischen Regierung, der Japan Bank for International Cooperation und wichtigen japanischen Handelsunternehmen geschlossen.
Battulga kritisierte häufig die Abhängigkeit der mongolischen Wirtschaft von einem einzelnen Handelspartner und hat daher schon oft starke Angriffe von den Anteilseignern der Kohleminen erfahren.
Im Juli 2017 wurde Battulga zum Staatspräsidenten der Mongolei gewählt. Bei der Präsidentschaftswahl 2021 durfte Battulga verfassungsgemäß nicht mehr antreten. Nach einem misslungenen Versuch, die, damals oppositionelle, MVP zu verbieten, musste sich seine Partei, die DP, dem MVP-Kandidaten und ehemaligen Premierminister Uchnaagiin Chürelsüch geschlagen geben.

## Soziales Engagement
Battulga unterstützte die Errichtung der Dschingis-Khan-Reiterstatue bei Ulaanbaatar. Das Denkmal ist mittlerweile eine wichtige Touristenattraktion.

## Sportliche Erfolge
Im Sambo gelangen Battulga mehrfach internationale Erfolge. Er wurde 1983 Weltmeister sowie sowohl 1986 als auch 1990 Vizeweltmeister.